# Tsuyoshi Yasuda
Tsuyoshi Yasuda (安 田 剛 士, Yasuda Tsuyoshi), né le 9 juin 1980, est un mangaka japonais connu pour avoir créé les manga Over Drive, ainsi que Days, pour lequel il a remporté le prix du meilleur Shōnen Manga à la 40e édition du Prix du Manga Kōdansha en 2016. 
Auparavant, il a travaillé comme assistant sous Tarō Sekiguchi sur le manga Wild Baseballers (prépublié de 2003 à 2004).

## Œuvres

### Œuvre comme assistant
- Wild Baseballers (2003-2004)

### Œuvres comme dessinateur et scénariste
- Fire & Ice
- Over Drive (2005-2008)
- Furimuku na Kimi wa (2010-2011)
- Kuroneko Dance (2011-2012)[2],[3]
- Days (2013-2021)
- Pause (2021)[4]
- Ao no Miburo (2021-...)[5]

### Œuvre comme dessinateur
- Isshun no Kaze ni Nare (2007-2010)[6]

### Œuvre comme scénariste
- Days Gaiden (2016-???)